# Víctor Lapeña
Víctor Antonio Lapeña Tortosa (Saragozza, 12 marzo 1975) è un allenatore di pallacanestro spagnolo.

## Palmarès
- Campionato spagnolo: 1

Avenida: 2012-13
- Campionato turco: 1

Fenerbahçe: 2020-21
- Coppa della Regina: 1

Avenida: 2014
- Coppa di Turchia: 1

Fenerbahçe: 2020
- Coppa del Presidente: 1

Fenerbahçe: 2019
- EuroCup Women: 1

Nadežda Orenburg: 2018-19